# Nekrolog 1474
Nekrolog
◄◄
| ◄
| 1470
| 1471
| 1472
| 1473
| 1474 | 1475 | 1476 | 1477 | 1478 | ► | ►►
Weitere Ereignisse | Allgemeiner Nekrolog 1474
Die Beschreibung der verstorbenen Person sollte so kurz wie möglich gehalten sein und nur deren signifikante Tätigkeit(en) enthalten.
Neue Namen ggf. auch unter dem Geburts- und Sterbedatum, also etwa unter 1. Januar und im Geburts- und Sterbejahr (2024) eintragen (nur bei entsprechender großer Wichtigkeit). Für Beispiele siehe die schon vorhandenen Artikel.
Außerdem über die fünf zuletzt Verstorbenen, zu denen es einen ausreichend guten Artikel für eine Präsentation auf der Hauptseite gibt, nach der todesbedingten Überarbeitung der Artikel ggf. auch unter Wikipedia Diskussion:Hauptseite informieren und sie am besten auch in den anderen Wikipedia-Sprachversionen eintragen. Tipp: Regelmäßig bei news.google.de nach „ist tot“, „gestorben“ oder „verstorben“ suchen.
Wenn eine Person gestorben ist, gibt es viele Seiten zu dieser Person in der Wikipedia, die davon auch betroffen sind und entsprechend aktualisiert werden müssen. Beispiele: Namenübersichtsseite, Geburtsjahr, Geburtsort-Seiten und viele mehr.
Wie finde ich die betroffenen Seiten?
Im Suchfeld auf der linken Seite gibt man den Suchbegriff so ein: „Vorname Nachname“. Dann klickt man auf Volltext und alle Seiten mit entsprechendem Suchtext werden aufgerufen. Hier sieht man dann schnell, wo auch das Todesjahr Sinn macht oder sogar ein Teil des Artikels angepasst werden muss. Auch hilft das „Werkzeug“ auf der linken Seite sehr gut, um solche Seiten aufzufinden: „Links auf diese Seite“. Somit ist die Wikipedia wieder aktuell in allen Bereichen! Hinweis: bei Eintragung der Kategorie „Gestorben JAHR“ wird der Missbrauchsfilter 49 ausgelöst, was jedoch nicht schlimm ist. Siehe: Spezial:Missbrauchsfilter/49
Dies ist eine Liste von im Jahr 1474 verstorbenen bekannten Persönlichkeiten. Die Einträge erfolgen innerhalb der einzelnen Daten alphabetisch sortiert. Tiere sind im Nekrolog für Tiere zu finden.

## Januar
| Tag        | Name                 | Beruf, bekannt als               | Alter | Beleg |
| ---------- | -------------------- | -------------------------------- | ----- | ----- |
| 3. Januar  | Pietro Riario        | Kardinal der katholischen Kirche | 28    |       |
| 9. Januar  | Alessandro Cinuzzi   | italienischer Page               | 15    |       |
| 24. Januar | Anna von Lichtenberg | deutsche Adlige                  | 31    |       |

## Februar
| Tag         | Name               | Beruf, bekannt als               | Alter | Beleg |
| ----------- | ------------------ | -------------------------------- | ----- | ----- |
| 2. Februar  | Wenzel III.        | Herzog von Troppau               |       |       |
| 18. Februar | Katharina von Hoya | Äbtissin des Klosters Wienhausen |       |       |

## März
| Tag      | Name                       | Beruf, bekannt als                   | Alter | Beleg |
| -------- | -------------------------- | ------------------------------------ | ----- | ----- |
| 15. März | Heinrich II. von Borsselen | niederländisch-französischer Adliger |       |       |

## Mai
| Tag     | Name                 | Beruf, bekannt als                                               | Alter | Beleg |
| ------- | -------------------- | ---------------------------------------------------------------- | ----- | ----- |
| 3. Mai  | Alain IV. de Coëtivy | französischer Adliger; Bischof von Avignon, Kardinal von Avignon | 66    |       |
| 9. Mai  | Peter von Hagenbach  | burgundischer Adliger                                            |       |       |
| 14. Mai | Bertold Witig        | Ratsherr und Bürgermeister der Hansestadt Lübeck                 |       |       |
| 24. Mai | Adolf X.             | regierender Graf                                                 |       |       |

## Juni
| Tag      | Name            | Beruf, bekannt als     | Alter | Beleg |
| -------- | --------------- | ---------------------- | ----- | ----- |
| 11. Juni | Johann Westphal | Lübecker Bürgermeister |       |       |

## Juli
| Tag      | Name              | Beruf, bekannt als                                    | Alter | Beleg |
| -------- | ----------------- | ----------------------------------------------------- | ----- | ----- |
| 5. Juli  | Erich II.         | Herzog von Pommern-Wolgast, Hinterpommern und Stettin |       |       |
| 9. Juli  | Isotta degli Atti | italienische Fürstin während der Renaissance          |       |       |
| 18. Juli | Mahmud Pascha     | osmanischer Großwesir und Beylerbey                   |       |       |

## August
| Tag        | Name                     | Beruf, bekannt als                                                                        | Alter | Beleg |
| ---------- | ------------------------ | ----------------------------------------------------------------------------------------- | ----- | ----- |
| 7. August  | Wilhelm von Blankenfelde | Bürgermeister von Berlin                                                                  |       |       |
| 12. August | Řehoř Krajčí             | böhmischer Reformator und einer der Begründer der Unität der Unität der Böhmischen Brüder |       |       |
| 15. August | Johann Lüneburg          | Ratsherr der Hansestadt Lübeck                                                            |       |       |
| August     | Jean IV. d’Auxy          | französisch-burgundischer Adliger                                                         |       |       |

## September
| Tag           | Name                               | Beruf, bekannt als      | Alter | Beleg |
| ------------- | ---------------------------------- | ----------------------- | ----- | ----- |
| 18. September | Hermann III. von Breitenlandenberg | Bischof von Konstanz    |       |       |
| 21. September | Georg I.                           | Fürst von Anhalt-Zerbst |       |       |

## Oktober
| Tag        | Name                              | Beruf, bekannt als                 | Alter | Beleg |
| ---------- | --------------------------------- | ---------------------------------- | ----- | ----- |
| 9. Oktober | Anna von Braunschweig-Grubenhagen | Herzogin von Bayern-München        |       |       |
| 9. Oktober | Hans Bernhard von Gilgenberg      | deutscher Ritter und Söldnerführer |       |       |
| Oktober    | Juan Pacheco                      | spanischer Grande von Kastilien    |       |       |

## November
| Tag          | Name             | Beruf, bekannt als                                | Alter | Beleg |
| ------------ | ---------------- | ------------------------------------------------- | ----- | ----- |
| 27. November | Guillaume Du Fay | flämischer Komponist, Sänger und Musiktheoretiker | 77    |       |

## Dezember
| Tag          | Name                                         | Beruf, bekannt als           | Alter | Beleg |
| ------------ | -------------------------------------------- | ---------------------------- | ----- | ----- |
| 1. Dezember  | Nicolò Marcello                              | Doge von Venedig             |       |       |
| 11. Dezember | Heinrich IV.                                 | König von Kastilien und León | 49    |       |
| 13. Dezember | Burkard II. Scheel                           | Zisterzienserabt             |       |       |
| 16. Dezember | ʿAlāʾ ad-Dīn ʿAlī ibn Muhammad al-Quschdschī | islamischer Astronom         |       |       |

## Datum unbekannt
| Tag | Name                              | Beruf, bekannt als                                                          | Alter | Beleg |
| --- | --------------------------------- | --------------------------------------------------------------------------- | ----- | ----- |
|     | Alko der Böse                     | ostfriesischer Adliger                                                      |       |       |
|     | Apel Vitzthum der Ältere zu Roßla | sächsischer Staatsmann                                                      |       |       |
|     | Gomes Eanes de Azurara            | portugiesischer Historiker                                                  |       |       |
|     | Margaret Beaufort                 | englische Adlige                                                            |       |       |
|     | John Bourchier, 1. Baron Berners  | englischer Adliger und Peer                                                 |       |       |
|     | Étienne Chevalier                 | französischer Schatzmeister                                                 |       |       |
|     | Wenzel von Cleen                  | Schultheiß von Frankfurt am Main                                            |       |       |
|     | Jean V. de Créquy                 | burgundischer Militär, Gründungsmitglied des Ordens vom Goldenen Vlies      |       |       |
|     | Daniel Eger                       | Glockengießer aus Heilbronn                                                 |       |       |
|     | Kaspar von Güntersberg            | Herrenmeister des Johanniterorden der Balley Brandenburg auf der Sonnenburg |       |       |
|     | Hermann Hitfeld                   | Kaufmann und Ratsherr der Hansestadt Lübeck                                 |       |       |
|     | Jakob III.                        | König von Zypern                                                            |       |       |
|     | Johann VI.                        | Herzog zu Mecklenburg                                                       |       |       |
|     | Ghert Klinghe                     | deutscher Erzgießer                                                         |       |       |
|     | Matthias Kučka                    | Bischof von Leitomischl                                                     |       |       |
|     | Baudouin de Lannoy                | spanischer Botschafter im Vereinigten Königreich                            |       |       |
|     | Hektor von Watt                   | Schweizer Bürgermeister                                                     |       |       |
|     | Wenzel I.                         | Herzog von Teschen (1431–1442), Herzog von Bielitz (1442–1474)              |       |       |